# Торговое представительство РСФСР в Польше

Подписание Рижского мирного договора

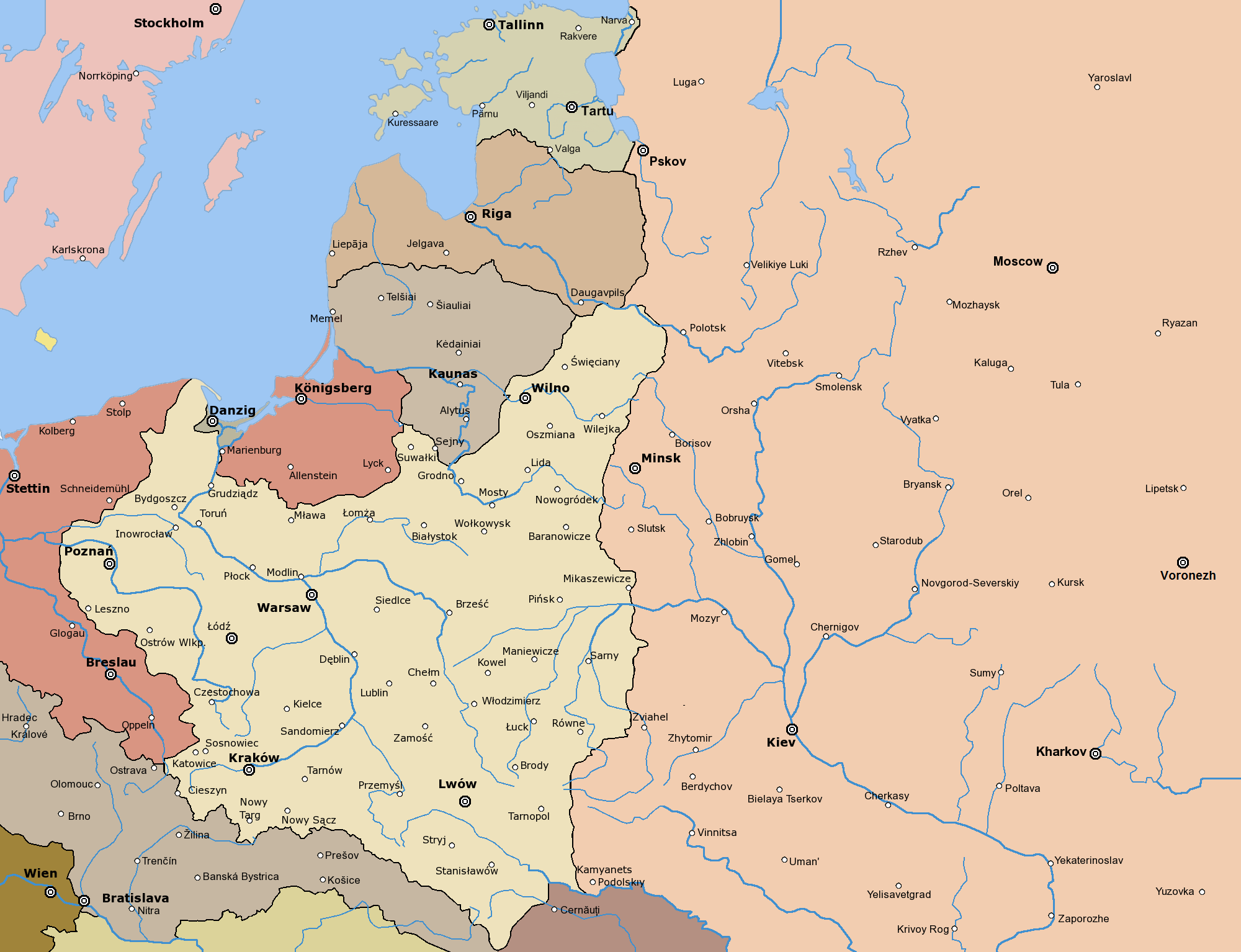
Восточная Европа после Рижского мира

Торговое представительство РСФСР в Польше — организация, занимавшаяся поддержанием экономических отношений между РСФСР и Польшей в 1921—1923 годах в рамках официального дипломатического представительства.

## История
Исходным пунктом в нормализации торговых отношений между Советской Россией и Польшей стало подписание 18 марта 1921 года Рижского мирного договора, завершившего советско-польскую войну. Со стороны РСФСР договор был подписан А. А. Иоффе и Л. Л. Оболенским. По настоящему договору была определена новая линия границы между странами. За Польшей теперь оставались западные области Белоруссии и Украины, одновременно утверждался общий порядок обмена военнопленными советско-польской войны. Кроме того, РСФСР был обязан выплатить Польше огромную денежную компенсацию, за так называемый, принесённый ущерб в войне.
XXI-я статья документа обязывала обе стороны провести переговоры по торговому договору, был определён шестинедельный срок его исполнения, после ратификации договора. 4 августа 1921 года в Польшу из РСФСР отбыли дипломатические и торговые делегации во главе с Л. М. Караханом. Вскоре в Варшаве были открыты Полномочные представительства РСФСР и Украины, в составе которых находились и торговые представительства этих стран.
Со своей стороны Польша также учредила должность советника по торговле при дипломатической миссии в Москве. 13 марта 1922 года СНК и ВЦИК РСФСР принял постановление «О Внешней торговле». По данному постановлению вся внешнеторговая деятельность РСФСР должна была осуществляться только через зарубежные советские торговые представительства, уполномоченными (Торгпредами) Народного Комиссариата Внешней Торговли РСФСР (НКВТ).
Несмотря на острый политический кризис жизнь вносила корректировки в развитие экономических отношений. К началу 1922 года начался обмен первыми торговыми делегациями, создавались смешанные торговые общества, это вызвало постепенный рост торгового оборота.
Уполномоченным Наркомвнешторга РСФСР вскоре был подписан договор с крупной компанией «Польский Ллойд» о транзитном провозе товаров закупленных в Польше и других странах до советской границы. Были также заключены торговые сделки с «Мирковской бумажной фабрикой», производителями механических агрегатов «Шайблер и Громан», фирмами «Фитцнер и Гампер» и др.
Документы по истории советско-польских отношений. Апрель 1921 — май 1926 г. Издательство Академии наук СССР, 1966 г. стр. 139 (фрагмент договора)
<<...о перевозке товаров по территории Польши до советской границы

Народный комиссариат внешней торговли РСФСР, в дальнейшем именуемый "Наркомвнешторг",

в лице уполномоченного Сергея Григорьевича Горчакова, с одной стороны, и акционерное общество "Польский Ллойд",

в дальнейшем именуемый Ллойд, в лице директора Луциана Брониславовича Вольского с другой,

заключили настоящий договор в нижеследующем.

Ллойд принимает на себя обязательства перевозить товары, закупаемые в Польше Российским торговым представительством,

а равно приходящие транзитом через Польшу товары, подлежащие отправлению с разных станций железных дорог до пограничных пунктов:

Столбцы, Колосово, Ровно, Здолоуново и других, руководствуясь во всём указаниями Наркомвнешторга...>>
 Уполномоченный Народного комиссариата внешней торговли РСФСР в Польше: С. Горчаков
Директор акционерного общества «Польский Ллойд»: Вольский
Заверенная копия, машинописный текст
РГАЭ ф.413 оп.17 д.145 лл.34, 36
В марте 1922 года в Варшаве начались переговоры по заключению торгового договора, которые проходили в очень тяжёлой обстановке. Польское правительство в лице Пилсудского не желало признавать принятую в РСФСР монополию на внешнеторговую деятельность. Требовали решений и вопросы пограничной комиссии, так как не был определён порядок обмена военнопленными и др. В конечном итоге все попытки подписать торговую конвенцию не увенчались успехом.

Документы по истории советско-польских отношений. Академия наук СССР 1966 г. стр. 141

(Нота Полпредства РСФСР в Польше)

<<...Российское посольство сообщает Министерству иностранных дел,

что в состав делегации по заключению торгового договора между Россией и Украиной, с одной стороны,

и Польшей с другой,

в развитии XXI статьи Рижского договора Российским правительством назначены следующие лица;

гр. А. Я. Шумский в качестве председателя делегации и членами

гр. Л. Л. Оболенский,

С. Г. Горчаков и

И. Я. Хургин
 
Российское посольство просит Министерство иностранных дел сообщить ему своё отношение к указанному вопросу.

Одновременно  посольство извещает о готовности российского правительства приступить к переговорам в ближайшие дни...>>
Начальник Польского Государства Юзеф Пилсудский проявлял открытое неуважение к дипломатам из РСФСР, отказывался принять Верительные грамоты у советского посла Л. М. Карахана, а затем и у Л. Л. Оболенского, вынудив дипломатов покинуть Польшу.
Дипломатические отношения между странами находились почти на грани разрыва, а подписание торговой конвенции между советской Россией и Польшей стало возможным лишь в мае 1923 года.
В августе 1923 года Торговое Представительство РСФСР в Польше было переименовано — в Торговое представительство СССР в Польше.

## Торговые представители (Уполномоченные) РСФСР в Польше
- 1921, август — 1921, сентябрь — Гродзенский, Самуил Генрихович[9][10]
- 1921, сентябрь — 1922, 12 июля — Горчаков Сергей Григорьевич
- 1922, 12 июля — 1922, 4 декабря — Зив, Павел Яковлевич
- 1922, 5 декабря — 1923, 5 февраля — Горчаков, Сергей Григорьевич.
- 1923, 5 февраля — 1923, 24 мая — С. К. Минкевич.[11]
- 1923, 21 мая — 1923, 8 октября — В. С. Фёдоров